# Championnats d'Europe de saut d'obstacles 1989
Navigation
Édition précédente Édition suivante
Les championnats d'Europe de saut d'obstacles 1989, vingtième édition des championnats d'Europe de saut d'obstacles, ont eu lieu en 1989 à Rotterdam, aux Pays-Bas. L'épreuve individuelle est remportée par le Britannique John Whitaker et la compétition par équipe par le Royaume-Uni.